# 大久保嘉人
大久保嘉人（1982年6月9日—），已退役日本足球運動員，司職前鋒，前日本國家足球隊成員。

## 俱樂部生涯
1994年，大久保嘉人在苅田町立南原小学校小学6年级就读期间才正式开始作为前锋进行足球训练。
1995年至1997年，大久保嘉人就读国见町立国见中学校期间，代表学校夺得过全国中小学足球联赛冠军。
1998年至2000年，大久保嘉人就读长崎县立国见高等学校期间，代表学校夺得高校总体赛、国体赛、高校选手权赛3个冠军，作为长崎县代表参加日本天皇盃足球赛。大久保嘉人本人曾夺得全国高中锦标赛的最佳射手奖。
2001年1月9日，大久保嘉人与球隊大阪樱花签约，成为一名职业足球运动员。3月17日，在大阪樱花客场挑战浦和红钻的比赛中，大久保嘉人首次代表大阪樱花出场，完成个人日职联赛首秀。4月14日，在大阪樱花与磐田喜悦的比赛中，大久保嘉人打进个人首个日职联赛进球。
加入大阪樱花的第一个赛季大久保嘉人就跟随球队降级去到了日乙联赛，新赛季开始之后大久保嘉人获得了稳定的出场机会，这个赛季他打进联赛18球，帮助球队重新回到了日职联赛。
2004年11月10日，大久保嘉人以租借形式加盟西甲联赛球隊皇家马略卡体育俱乐部，身披17号球衣。双方达成了为期6个月的租借合同，租借费用为20万欧元，球队有优先与大久保嘉人签约4年的权利。2004年年末，大久保嘉人入选国际足联最有潜力10位年轻选手名单。大久保嘉人在西甲联赛最后的三个进球，令球队成功保级。
2005年1月10日，在西甲17轮马略卡主场2-2战平拉科鲁尼亚的比赛中，大久保嘉人一传一射，帮助球队两次将比分扳平。6月15日，球隊和大阪樱花经过商议，决定以200万欧元价格继续租借大久保嘉人一年。23岁的大久保嘉人取得了当时亚洲球员在西甲联赛的最高成就。
在那个赛季结束之后他选择回到日本国内继续锻炼，就这样他选择回到了大阪樱花，一年之后大久保嘉人加盟了神户胜利船，来到这家新球队可谓是最正确的选择，第一个赛季的联赛大久保嘉人为球队打进14粒进球一年之后他的数据依然保持着这么高的效率，就在这个时候德甲球队沃尔夫斯堡向他表达关注，随后他就来到了德甲联赛，这是大久保嘉人加盟的第二个欧洲联赛。
来到沃尔夫斯堡的大久保嘉人与球队签约了两年，不过这个赛季他的出场机会并不是很多，没有为球队取得进球，不过这个赛季球队却获得了德甲联赛的冠军，这是他生涯的第一座五大联赛冠军。
不过为了能够有稳定的出场时间，赛季结束之后大久保嘉人选择重返日本加盟神户胜利船，回到母队的大久保嘉人状态迅速得到了提升，第一个赛季为球队打进8球，第二个赛季打进9球。
在这里三年之后他选择加盟了实力更强的川崎前锋，第一个赛季无论是在联赛还是杯赛当中他的进球效率得到了提升，最终在赛季结束的时候获得了联赛的最佳射手并且入选了当赛季的最佳阵容，新赛季开始之后他依旧是状态出色，他最终在这个赛季当中夺得了联赛射手，并且再次入选了联赛最佳阵容，此后是大久保嘉人来到球队的第三年，联赛连续三年进球超过20个，使得他获得了日本年度最优秀球员，并且成为了日本联赛历史第一位连续三次获得金靴的球员，此后的一个赛季随着年龄的增长加上球队的变化，大久保嘉人数据没有前三年出色，但他获得了FC东京的关注，随后加盟了FC东京，不过在这里他过得并不开心，没多久就重返了川崎前锋。
东京绿茵官方宣布，日本锋线老将大久保嘉人自由转会加盟球队。
根据日媒消息，大阪樱花已经确定获得38岁老将前锋大久保嘉人，并将于近日官宣，这也将是大久保嘉人时隔15年回归职业生涯出道的球队。
大阪樱花与冈山绿雉进行了一场45分钟的热身赛，最终以8-4的比分结束了比赛，大久保嘉人攻入点球完成破门。
2021赛季日职联赛首轮大阪樱花主场迎战柏雷素尔的比赛中，老将大久保嘉人首发出场并在第42分钟时攻入1球，帮助大阪樱花取得1-0的领先。
日职赛场，大久保嘉人取得进球，帮助球队战胜横滨FC，新赛季大久保嘉人5战5球，把自己的日职进球纪录现在已经提升到了190球。 

## 國家隊生涯
大久保嘉人在2003年就获得了日本国家队的召唤，而他加入国家队的第一场比赛就是对阵韩国的比赛当中获得了出场的机会，此后的几年里他也成为了国家队的主力成员，并且在对阵埃及的比赛当中完成了梅开二度。

## 個人生活
大久保嘉人与自己的妻子是从小青梅竹马，而且也是自己老师的女儿，此后两人很早就结婚，并且生下了三个男孩。

## 外部連結
- 大久保嘉人 – FIFA國際賽競賽紀錄 (存檔)
- 大久保嘉人在 National-Football-Teams.com 上的出场纪录
- Japan National Football Team Database （页面存档备份，存于）
- 日本職業足球聯賽中的大久保嘉人 （日語）
- Profile at Kawasaki Frontale（页面存档备份，存于）
- Real Mallorca bio （西班牙文）
- Soccerway資料庫：大久保嘉人